# Autonom (dokumentarfilm)
 For alternative betydninger, se Autonom. (Se også artikler, som begynder med Autonom)
Autonom er en dansk dokumentarfilm fra 1996 instrueret af Tom Elling og Jeffrey Nedergaard efter deres eget manuskript.

## Handling
En film om de autonome i København med interviews, arkivmateriale og on location-optagelser, der går bagom overskrifterne. Bag mediebilledet af det autonome miljø ligger andre billeder, der giver en mere nuanceret opfattelse af og forståelse for miljøets bevæggrunde.